# 徳山壮磨
徳山 壮磨（とくやま そうま、1999年6月6日 - ）は、兵庫県姫路市出身のプロ野球選手（投手）。右投右打。横浜DeNAベイスターズ所属。

## 経歴

### プロ入り前
姫路市立高岡小学校3年生の時にソフトボールを始め、姫路市立高丘中学校では硬式野球のクラブチームである兵庫夢前クラブでプレーした。
大阪桐蔭高等学校に進学し、1年秋からベンチ入り。2年春の第88回選抜高等学校野球大会に出場し、土佐との1回戦に救援登板した。同年秋からエースとなり、3年春の第89回選抜高等学校野球大会に出場。全5試合に登板して39回を投げ、優勝に貢献。静岡との2回戦ではのちの同僚となる池谷蒼大、秀岳館との準決勝では田浦文丸に投げ勝った。春夏連覇を目指して同年夏の第99回全国高等学校野球選手権大会にも出場し、米子松蔭との1回戦、智辯和歌山との2回戦に先発していずれも勝利投手となったが、仙台育英との3回戦では登板がなく、チームも1点リードの9回二死無走者から逆転サヨナラ負けを喫した。大会後に行われた2017 WBSC U-18ワールドカップの日本代表に選出された。高校時代は2学年上に青柳昴樹、福田光輝、1学年上に高山優希、同期に泉口友汰、1学年下に藤原恭大、根尾昂、柿木蓮、横川凱、2学年下に中田惟斗がいた。高校時代からプロ入りを視野に入れていたが、西谷浩一監督から「大学に行って、もっと実績を積んで評価されるようになってからプロに行った方がいい」と助言され、大学進学を決意する。
早稲田大学に進学し、1年春からベンチ入り。2年秋から先発に回り、3年春のリーグ戦では最優秀防御率のタイトルを受賞し、ベストナインに選出された。4年時は調子を落としたが、2021年9月16日にプロ志望届を提出。10月11日に行われたドラフト会議にて、横浜DeNAベイスターズから2位指名を受けた。ドラフト会議当日は大学内で中継を見ていたが、2位指名のタイミングで通信トラブルが起こって指名の瞬間が見られず、父からの連絡で指名されたことを知った。ドラフト翌日の10月12日、東京六大学野球秋季リーグの法政大学戦が行われ、同じくDeNAからドラフト4位指名を受けた三浦銀二と投げ合い、互いに無失点投球で譲らず0対0で引き分けた。三浦とは高校時代に共に日本代表に選ばれ同部屋で過ごした仲でもあった。11月16日、契約金7000万円、年俸1200万円で仮契約を結んだ。背番号は15。

### DeNA時代
2022年は、春季キャンプでは一軍スタートとなるが、オープン戦で3試合に登板し、3月11日に二軍に合流する。7月にはフレッシュオールスターゲームに出場し、１回無安打無失点に抑えた。イースタン・リーグで17試合に登板し、2勝6敗、防御率3.49の成績だった。 一軍への昇格はなく、オフに現状維持の年俸1200万円で契約更改。
2023年は、春季キャンプから二軍スタートとなり、当初は先発で結果が出せず制球にも苦しんでいたが、大家友和二軍投手コーチの提案でコンパクトなモーションの投球フォームに着手し、徐々に制球の精度と球速が上がりシーズン途中から中継ぎとして安定した成績を残していく。シーズン終盤の9月26日に初めて一軍に昇格したが、登板機会がなくシーズンを終えた。イースタン・リーグでの成績は22試合に登板し、1勝2敗、防御率3.23。オフシーズンの10月24日、290万円減となる推定年俸910万円で契約を更改した。11月からオーストラリアン・ベースボールリーグのキャンベラ・キャバルリーに派遣され、リリーフとして10イニングを投げ、1勝1敗3セーブ、防御率2.70、12.6という高い奪三振率を残した。
2024年は、オープン戦で結果を残し、初めての開幕一軍を迎える。開幕2戦目となった3月30日の広島東洋カープ戦（横浜スタジアム）で、5点リードの9回二死一・三塁の場面でプロ初登板を果たし、坂倉将吾から空振り三振を奪った。4月12日の東京ヤクルトスワローズ戦（横浜スタジアム）では、2点リードの7回に登板し無失点に抑え、プロ初ホールドを記録した。7月9日の中日ドラゴンズ戦（横浜スタジアム）では、同点の延長11回に7番手で登板し、制球が定まらず与四球2、被安打1と精彩を欠きながらも、捕手の山本祐大の2補殺など味方の守備に助けられ、1回を無失点で切り抜けた。すると、その裏でチームがサヨナラ勝ちを収めたため、徳山にプロ初勝利がついた。この試合まで29試合に登板していたが、再調整と疲労の考慮のため、同月16日に登録を抹消された。抹消後、二軍での登板がなく、腰椎椎間板ヘルニアの診断を受けてリハビリ班で調整していることが8月に報じられた。9月5日に福島県福島市内の病院で内視鏡下腰椎椎間板摘出術を受けた。

## 選手としての特徴
最速156km/hのストレートに加え、スライダー、フォーク、縦に落ちるカーブと多彩な球種を投げる。

## 詳細情報

### 年度別投手成績
| 年 度     | 球 団     | 登 板 | 先 発 | 完 投 | 完 封 | 無 四 球 | 勝 利 | 敗 戦 | セ 丨 ブ | ホ 丨 ル ド | 勝 率 | 打 者 | 投 球 回 | 被 安 打 | 被 本 塁 打 | 与 四 球 | 敬 遠 | 与 死 球 | 奪 三 振 | 暴 投 | ボ 丨 ク | 失 点 | 自 責 点 | 防 御 率 | W H I P |
| --------- | --------- | ----- | ----- | ----- | ----- | -------- | ----- | ----- | -------- | ----------- | ----- | ----- | -------- | -------- | ----------- | -------- | ----- | -------- | -------- | ----- | -------- | ----- | -------- | -------- | ------- |
| 2024      | DeNA      | 29    | 0     | 0     | 0     | 0        | 1     | 1     | 0        | 8           | .500  | 125   | 29.1     | 27       | 1           | 15       | 0     | 0        | 12       | 2     | 0        | 10    | 8        | 2.45     | 1.43    |
| 通算：1年 | 通算：1年 | 29    | 0     | 0     | 0     | 0        | 1     | 1     | 0        | 8           | .500  | 125   | 29.1     | 27       | 1           | 15       | 0     | 0        | 12       | 2     | 0        | 10    | 8        | 2.45     | 1.43    |

- 2024年度シーズン終了時

### 年度別守備成績
| 年 度 | 球 団 | 投手  | 投手  | 投手  | 投手  | 投手  | 投手     |
| 年 度 | 球 団 | 試 合 | 刺 殺 | 補 殺 | 失 策 | 併 殺 | 守 備 率 |
| ----- | ----- | ----- | ----- | ----- | ----- | ----- | -------- |
| 2024  | DeNA  | 29    | 0     | 6     | 0     | 0     | 1.000    |
| 通算  | 通算  | 29    | 0     | 6     | 0     | 0     | 1.000    |

- 2024年度シーズン終了時

### 記録
初記録
投手記録
- 初登板：2024年3月30日、対広島東洋カープ2回戦（横浜スタジアム）、9回表に2番手で救援登板・完了、1/3回無失点
- 初奪三振：同上、9回表に坂倉将吾から空振り三振
- 初ホールド：2024年4月12日、対東京ヤクルトスワローズ1回戦（横浜スタジアム）、7回表に2番手で救援登板、1回無失点
- 初勝利：2024年7月9日、対中日ドラゴンズ12回戦（横浜スタジアム）、11回表に7番手で救援登板・完了、1回無失点

### 背番号
- 15（2022年 - ）

### 代表歴
- 2017 WBSC U-18ワールドカップ